# Каньевски, Хиселье
Хиселье Андреа Каньевски (исп. Giselle Andrea Kañevsky, 4 августа 1985, Буэнос-Айрес, Аргентина) — аргентинская хоккеистка (хоккей на траве), защитник. Бронзовый призёр летних Олимпийских игр 2008 года, чемпионка мира 2010 года, бронзовый призёр чемпионата мира 2006 года, чемпионка Америки 2009 года, двукратная чемпионка Панамериканских игр 2007 и 2019 годов.

## Биография
Хиселье Каньевски родилась 4 августа 1985 года в Буэнос-Айресе.
По национальности еврейка. Начала заниматься хоккеем на траве в 7-летнем возрасте в клубе «Лос Кардалес», но через три года перебралась в «Наутико Акоах» из Тигре.
В 2005 году стала играть за юниорскую сборную Аргентины, в 2006 году — за женскую сборную. В её составе выступала до 2011 года, но через восемь лет снова получила приглашение и возобновила международные выступления.
В 2008 году вошла в состав женской сборной Аргентины по хоккею на траве на летних Олимпийских играх в Пекине и завоевала бронзовую медаль. Играла на позиции защитника, провела 6 матчей, мячей не забивала.
В 2006 году стала бронзовым призёром чемпионата мира в Мадриде, в 2010 году выиграла чемпионат мира в Росарио.
В 2009 году завоевала золотую медаль чемпионата Америки.
Дважды завоёвывала золотые медали Панамериканских игр — в 2007 году в Рио-де-Жанейро, в 2019 году в Лиме.
Завоевала четыре медали Трофея чемпионов: золото в 2009 и 2010 годах, серебро в 2007 и 2011 годах.